# Número de Mach de Alfvén
El número de Mach de Alfvén, también conocido como número de Alfvén, número de Mach alfvénico y número de Mach magnético; MA o MM) es una cantidad adimensional que representa la relación entre la velocidad relativa de un fluido y la velocidad de Alfvén local. Se utiliza en física del plasma, donde es análogo al número de Mach, pero basado en las ondas de Alfvén en lugar de en las ondas sonoras. Alfvén y Mach fueron físicos que estudiaron las ondas de choque.
Junto con el número de Mach sónico, el número de Mach de Alfvén se utiliza con frecuencia para caracterizar los ondas de choque. y turbulencia en plasmas magnetizados.
{\displaystyle \mathrm {M_{A}} ={\frac {u}{u_{\mathrm {A} }}}}
donde
- MA es el número de Mach de Alfven,
- u es la velocidad, y
- uA es la velocidad de Alfvén.[8]

Cuando u < MA, el flujo se denomina «subalfvénico»; y cuando u > MA, el flujo se denomina «superalfvénico»..